# Alfred Bérenguer
Alfred Bérenguer, né le 30 juin 1915 à El Amria et mort le 14 novembre 1996 à Aix-en-Provence, est un prêtre catholique franco-algérien, membre de l'Assemblée nationale constituante algérienne entre 1962 et 1964.

## Biographie
Il est né le 30 juin 1915 à El Amria dans une famille d'immigrés espagnols de condition modeste. Sa mère, Antonia (1882-1960), est originaire de Salobreña tandis que son père, Alfredo (1884-1962), est natif de Carthagène. C'est ce dernier, ouvrier-mécanicien de profession, qui le pousse à rentrer dans les ordres. Il est ordonné prêtre le 23 mars 1940.
En 1939, après la déclaration de guerre et la mobilisation des troupes françaises, il choisit d'effectuer volontairement son service militaire actif alors que les colons et les hommes d'Église en sont normalement dispensés. Affecté au 2e régiment de zouaves à Oran, il y contracte une pleurésie purulente. Proposé à la réforme définitive du fait de cette maladie, il s'y oppose et retourne à son poste une fois sorti de l'hôpital. Il est finalement démobilisé le 27 août 1940 à la suite de la signature de l'armistice avec l'Allemagne. Remobilisé après le débarquement américain en Afrique du Nord, il est cette fois affecté au 4e régiment de tirailleurs tunisiens, d'abord comme sergent-chef aux transmissions puis comme sous-lieutenant aumônier. Participant à la campagne d'Italie et notamment à la bataille du mont Cassin, il est blessé lors des combats du Belvédère le 25 janvier 1944. Rapidement remis de ses blessures, il assiste à la libération de Rome le 6 juin et à celle de Sienne le 3 juillet. Victime d'une otite, il part se faire soigner à Sidi Bel Abbès où il a de la famille et ne regagne son régiment qu'en septembre dans les Vosges. Avec celui-ci, il entre en Allemagne le 19 mars 1945 et marche sur Stuttgart le 22 avril. Quelques semaines plus tard, le Troisième Reich capitule et la guerre prend fin en Europe. Bérenguer rentre alors en Algérie pour reprendre son service de vicaire à Mascara, puis à Frenda, de 1946 à 1950, et est nommé curé de la paroisse de Remchi en 1951.
Le 20 janvier 1956, il publie dans la revue oranaise Simoun un article intitulé «Regards chrétiens sur l'Algérie» où il exprime son appréhension de conflits futurs.
Le 19 mars 1958, il tient à Cannes une conférence dénonçant les « atrocités françaises en Algérie » qui rencontre un large succès. 
En octobre 1958, il « est à Rome pour assister aux funérailles de Pie XII et à l'élection de Jean XXIII, et surtout pour se mettre à l'abri des poursuites de la police française ». 
En janvier 1959, un mandat d'arrêt est délivré à son encontre, le contraignant ainsi à passer le reste de la guerre en exil à La Havane et Tunis. 
Le 20, ou le 21 février 1959, le tribunal de Tlemcen ou le tribunal permanent des forces armées d'Oran le condamne à dix ans de prison et dix ans d'interdiction des droits civiques pour « atteinte à la sûreté extérieure de l'État ».
Cofondateur du Croissant-Rouge algérien, il le représente en Amérique latine de 1959 à 1961. Sur place, ses actions de lobbying en faveur de l'indépendance algérienne inquiètent profondément le général de Gaulle, qui décide d'y envoyer son ministre des Affaires culturels, André Malraux, en contrefeu. Mais c'est peine perdue, Bérenguer réussissant à rallier la majorité des États latino-américains à sa cause. À l'Assemblée générale des Nations unies, le nombre d'États soutenant l'indépendance passe de 40 à 50 et la France se retrouve mise en minorité en 1960,.
Une fois l'indépendance acquise, il rentre en Algérie et se fait élire député de Tlemcen à l'Assemblée constituante chargée de rédiger la constitution du nouvel État. Le 29 août 1963, il vote contre cette dernière car elle consacre un certain nombre de discriminations entre citoyens musulmans et non-musulmans (dont la nationalité est révocable et qui ne peuvent accéder à la présidence de la république),.  
Proche du président Ben Bella (les deux hommes sont originaires de la même région et anciens camarades d'armes), il lui sert de conseiller et tente, sans succès, de l'avertir des visées de Boumediène (qu'il connait bien depuis son exil tunisien),.   
Refusant de cautionner un régime militaire, il se retire de la vie politique après le coup d'État du 19 juin 1965 et retourne à ses activités paroissiales en 1966. Il exerce par ailleurs comme professeur de français et d'espagnol au lycée Dr Benzerdjeb de Tlemcen jusqu'en 1972, date à laquelle il est nommé curé de la paroisse du Saint-Esprit à Oran. 

Au début des années 1990, il quitte l'Algérie « pour des raisons de sécurité ». Il n'y revient jamais de son vivant puisqu'il meurt d'un cancer généralisé le 14 novembre 1996 chez les Petites Sœurs des pauvres, à Aix-en-Provence. Conformément à sa volonté, il est enterré au cimetière chrétien de Tlemcen le 19 novembre 1996.

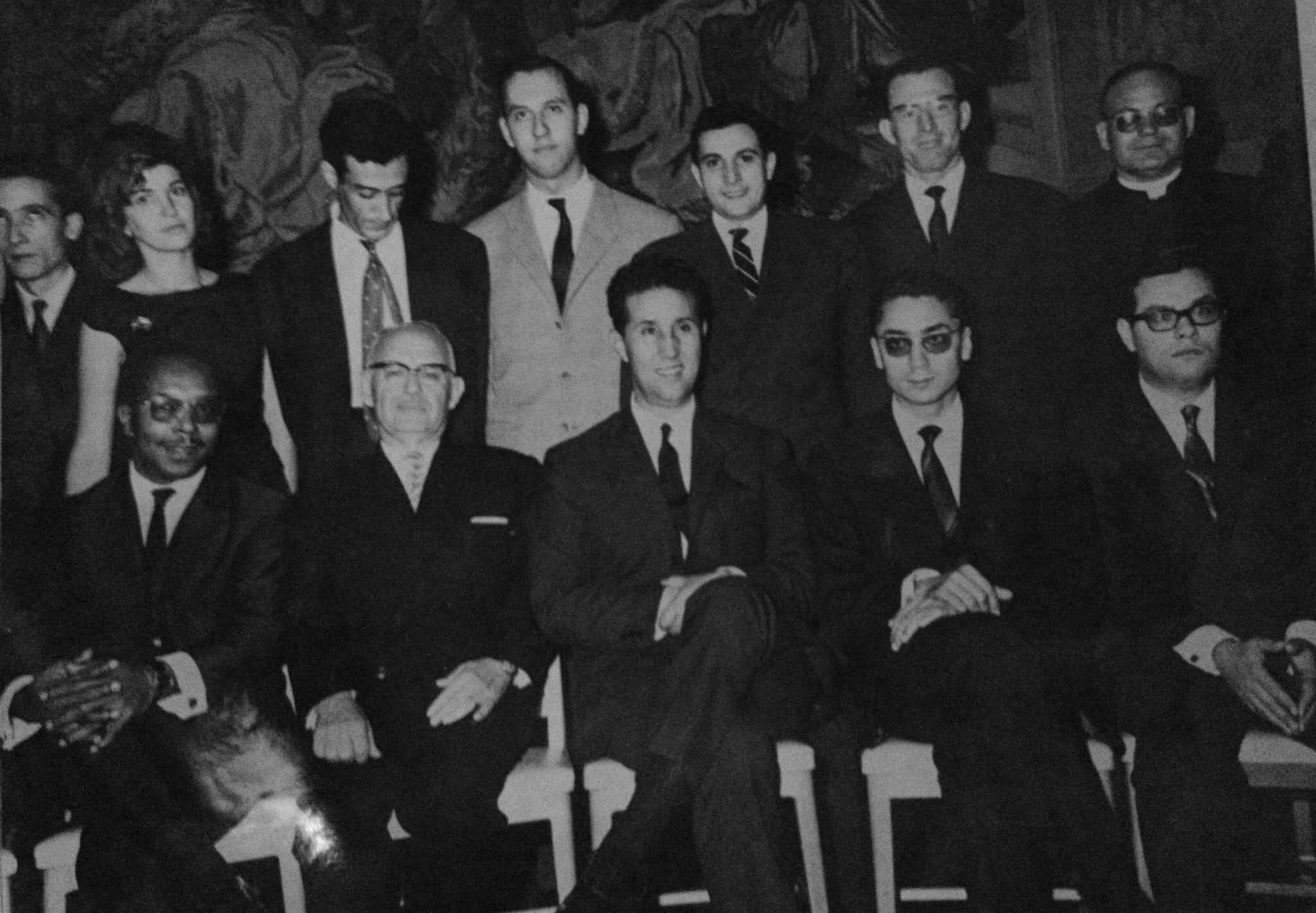
Ahmed Ben Bella avec L'abbé Alfred Bérenguer (haut à droite)
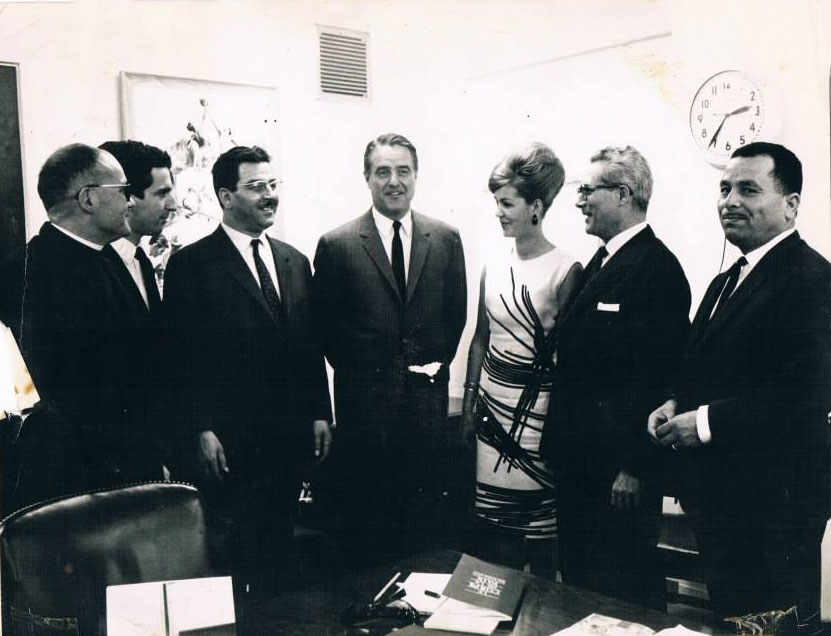
Alfred Bérenguer (le premier à gauche) visible sur la photo prise lors de la rencontre des parlementaires algériens avec des personnalités aux États-Unis.

## Hommage
Le 1er novembre 1998, sur proposition de l'Organisation nationale des moudjahidine, l'Assemblée populaire communale (APC) d'Oran donne son nom à une rue de la ville reliant la place du Maghreb au boulevard Émir-Abdelkader. Aujourd'hui, cette rue porte un autre nom. 

## Ouvrages
- Un curé d’Algérie en Amérique latine (1959-1960), Alger, SNED, 1966, 263 p.
- En toute liberté : entretiens avec Geneviève Dermenjian, Paris, Centurion, 1994, 255 p. (ISBN 2-227-43606-9 et 978-2-227-43606-0, OCLC 31417356)

## Décorations
- Chevalier de la Légion d'honneur[23][Quand ?]